# بنیت (نبراسکا)
بنیت(به انگلیسی: Bennet) شهری در ایالت نبراسکا کشور ایالات متحده آمریکا است که جمعیت آن در سرشماری سال ۲۰۱۰ میلادی، ۷۱۹ نفر بوده‌است.